# María Aleksándrovna Blank
María Aleksándrovna Uliánova (nacida María Aleksándrovna Blank, en ruso: Мария Александровна Ульянова, 6 de marzo de 1835-25 de julio de 1916), fue la madre de Vladímir Ilich Uliánov (Lenin), el líder de la revolución bolchevique y fundador de la Unión Soviética, así como de Aleksandr Ilich Uliánov.

## Biografía
María Blank nació en San Petersburgo, en la época del Imperio ruso, como parte de seis hijos. Su padre fue Aleksandr Blank, (nacido Israel Blank), adinerado cirujano, que era un judío converso al cristianismo ortodoxo, aunque algunos expertos creen que sería otra persona con el mismo nombre. Su madre, Anna Ivánovna Groschopf, era hija de padre alemán, Johann Groschopf y madre sueca, Anna Östedt.
En 1838, falleció su madre, y su padre se unió con su cuñada Ekaterina von Essen, para ayudar a criar a los hijos. Juntos compraron una casa de campo cerca de Kazán y se mudaron allí.
María fue educada en casa, con literatura alemana, francesa e inglesa, así como rusa y occidental. En 1863, ella se convirtió en maestra de escuela primaria. Sin embargo, iría a dedicar la mayor parte de su vida a criar a sus propios hijos, incluyendo a Vladímir, que es el más famoso.[cita requerida]
Después de casarse con Ilyá Nikoláievich Uliánov, un profesor de matemáticas y física socialmente en ascenso, vivieron muy bien económicamente en Penza. Más tarde, se trasladaron a Nizhni Nóvgorod y luego a Simbirsk, donde Ilyá Nikoláievich tomó una posición de prestigio como inspector de escuelas primarias.

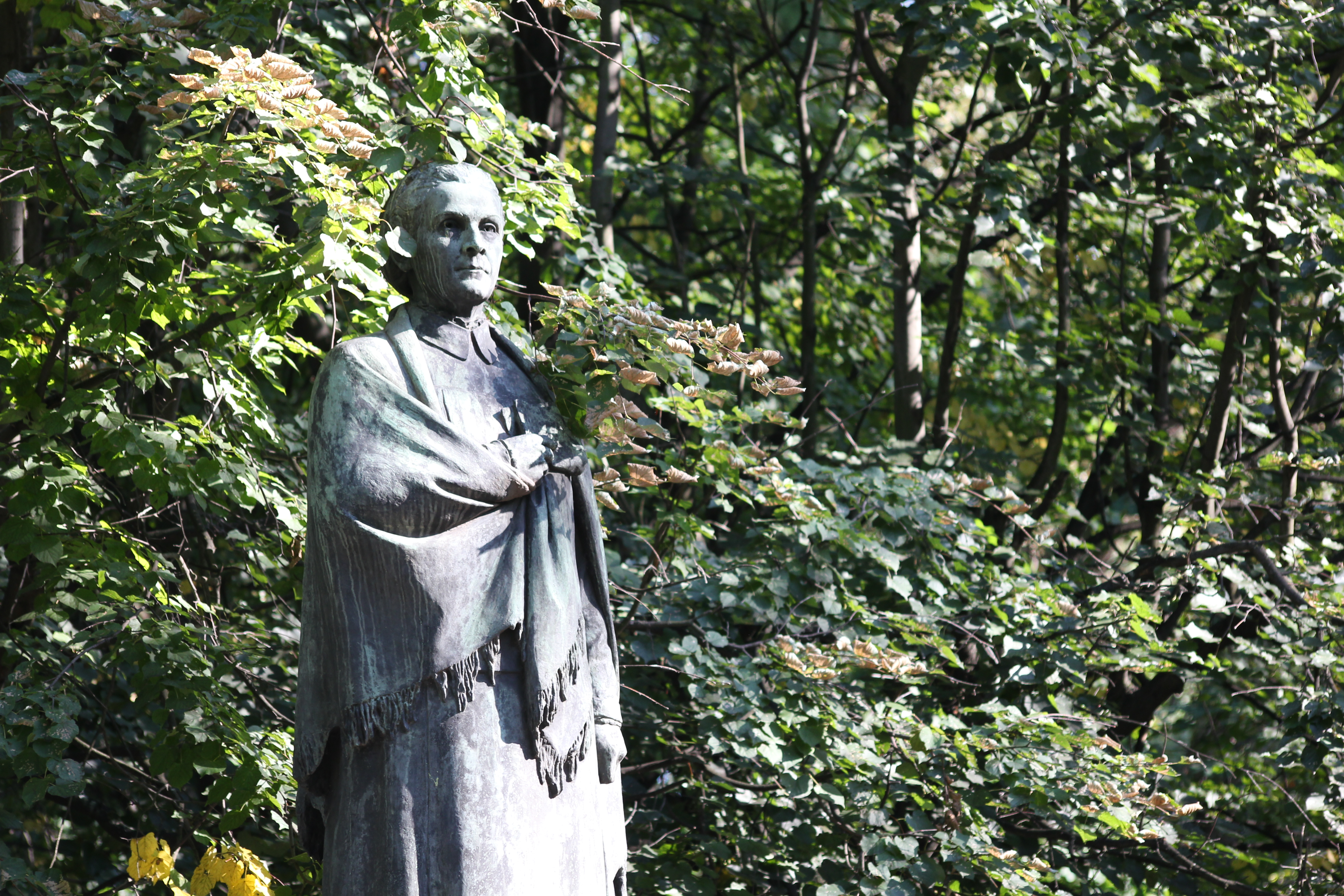
La escultura de tumba de María Uliánova en el monumento a la familia Uliánov en la parte Literatorskiye Mostki del Cementerio Vólkovo

María Aleksándrovna mostraba valor y firmeza frente a las tragedias y desgracias que ocurrían a su familia, como la muerte de su marido en 1886, la ejecución de su hijo Aleksandr en 1887, la muerte de su hija Olga en 1891 y los múltiples arrestos y exilios del resto de sus hijos Vladímir, Anna, Dmitri y María.
Viajó al extranjero dos veces para reunirse con Vladímir, a Francia en el verano de 1902 y a Suecia en el otoño de 1910.[cita requerida]
Falleció en 1916, y fue enterrada en el Cementerio Vólkovo, en su ciudad natal.